# Cache la Poudre
Cache la Poudre – rzeka w północnej części stanu Kolorado, główny dopływ Platty Południowej o długości 203 km.  